# Henlea similis
Henlea similis är en ringmaskart som beskrevs av Nielsen och Christensen 1959. Henlea similis ingår i släktet Henlea, och familjen småringmaskar. Arten är reproducerande i Sverige.